# Área micropolitana de Susanville
El área micropolitana de Susanville,  y oficialmente como Área Estadística Micropolitana de Susanville, CA µSA  tal como lo define la Oficina de Administración y Presupuesto, es un Área Estadística Micropolitana centrada en la ciudad de Susanville en el estado estadounidense de California. El área micropolitana tenía una población en el Censo de 2010 de 34.895 habitantes, convirtiéndola en la 414.º área micropolitana más poblada de los Estados Unidos. El área micropolitana de Susanville comprende el condado de Lassen, siendo Susanville la ciudad más poblada.

## Geografía
El área micropolitana de Susanville se encuentra ubicada en las coordenadas 40°39′N 120°35′O / 40.65, -120.58.

## Composición del área micropolitana

### Ciudades
Susanville 

### Lugares designados por el censo
Bieber |
Clear Creek |
Herlong |
Janesville |
Johnstonville |
Litchfield |
Nubieber |
Patton Village |
Spaulding |
Westwood 